# Basílica de Nuestra Señora del Rosario (Chiquinquirá)
La Basílica de Nuestra Señora del Rosario de Chiquinquirá, oficialmente Basílica Santuario Mariano Nacional de Nuestra Señora del Rosario de Chiquinquirá, es una basílica menor de culto católico ubicada en la ciudad colombiana de Chiquinquirá, en el departamento de Boyacá. El templo está dedicado a la Virgen María bajo la advocación de Nuestra Señora del Rosario de Chiquinquirá siendo la santa patrona de Colombia.

## Historia
En 1587, el Arzobispo de Santa Fe de Bogotá, don Fray Luis Zapata de Cárdenas, levantó información jurada de los milagros concedidos por la Santísima Virgen y dispuso que se edificara un templo a Nuestra Señora del Rosario de Chiquinquirá. En 1588 se dio principio a la obra; el 17 de agosto el arzobispo bendijo y colocó la primera piedra para el primer templo de Nuestra Señora, en terreno donado por Pedro de Rivera Santana, esposo de María Ramos y sobrino de Antonio de Santana. Este templo hecho de piedra y ladrillo, tenía 150 metros de largo y 38 metros de ancho. En dicho evento estuvo presente el presidente del Reino, Antonio González.
En 1596 El Papa Clemente VIII concede indulgencia plenaria a quienes visiten devotamente la sagrada imagen de la Virgen María.
Para 1634 El 6 de marzo, el Cabildo Metropolitano accedió a la solicitud hecha por los dominicos y ordena que se entregue la imagen de la Virgen con todos sus bienes y la doctrina a los frailes dominicos. El acuerdo lo firmaron: el Deán y Canónigos ante el Notario Alonso Rodríguez, a quien encargaron que hiciera relación de todo al Marqués de Sofraga, Presidente del Nuevo Reino, para que apruebe la permuta.
En 1636 Firmada la permuta, se envió al arzobispo la escritura junto con la solicitud de los dominicos, al Vice-patrono, Marqués de Sufraga, para que diera su consentimiento. Firmado el Contrato por el Vice-Patrono Real, Presidente del Nuevo Reino de Granada, don Sancho Girón, Marqués de Sofraga, el arzobispo de Santafé Fr. Cristóbal de Torres y el Cabildo metropolitano, fue llevado al Consejo Real de Su Majestad, y sobre él se erigió la Casa de Chiquinquirá, en Convento formal por Cédula Real de 10 de abril de 1558, con las licencias necesarias como luego lo declaró el propio Rey. El 30 de mayo, el cura de Susa, Diego de Sanabria, comisionado por el arzobispo, hizo entrega de todo lo mencionado en el Auto a fray Bartolomé Núñez, vicario nombrado por fray Antonio de León, vicario provincial, quien tomó posesión del cuadro de la Virgen y cuanto le pertenecía, en nombre de la Orden dominicana, en presencia del presbítero Gabriel de Rivera Castellanos. En Chiquinquirá no existía sino el templo en construcción, junto al cual vivía el doctrinero y unas chozas donde se albergaban los peregrinos; no existía casa cural. El doctrinero Pbro. Gabriel Rivera vivía en un cuarto sobre la sacristía.
1760. Con el traslado de los indios, cesó la Doctrina y el arzobispo Araús erigió la Parroquia bajo el título y patrocinio de Ntra. Sra. de Chiquinquirá, como estaba en la Doctrina desde 1588.
Para la conmemoración del milagro de la renovación de la Virgen de Chiquinquirá, Fray Luis Zapata de Cárdenas mandó construir una iglesia en 1588, pero a la llegada de los hermanos Dominicos en 1636 aún estaba inconclusa y en dos ocasiones sufrió la caída del techo.

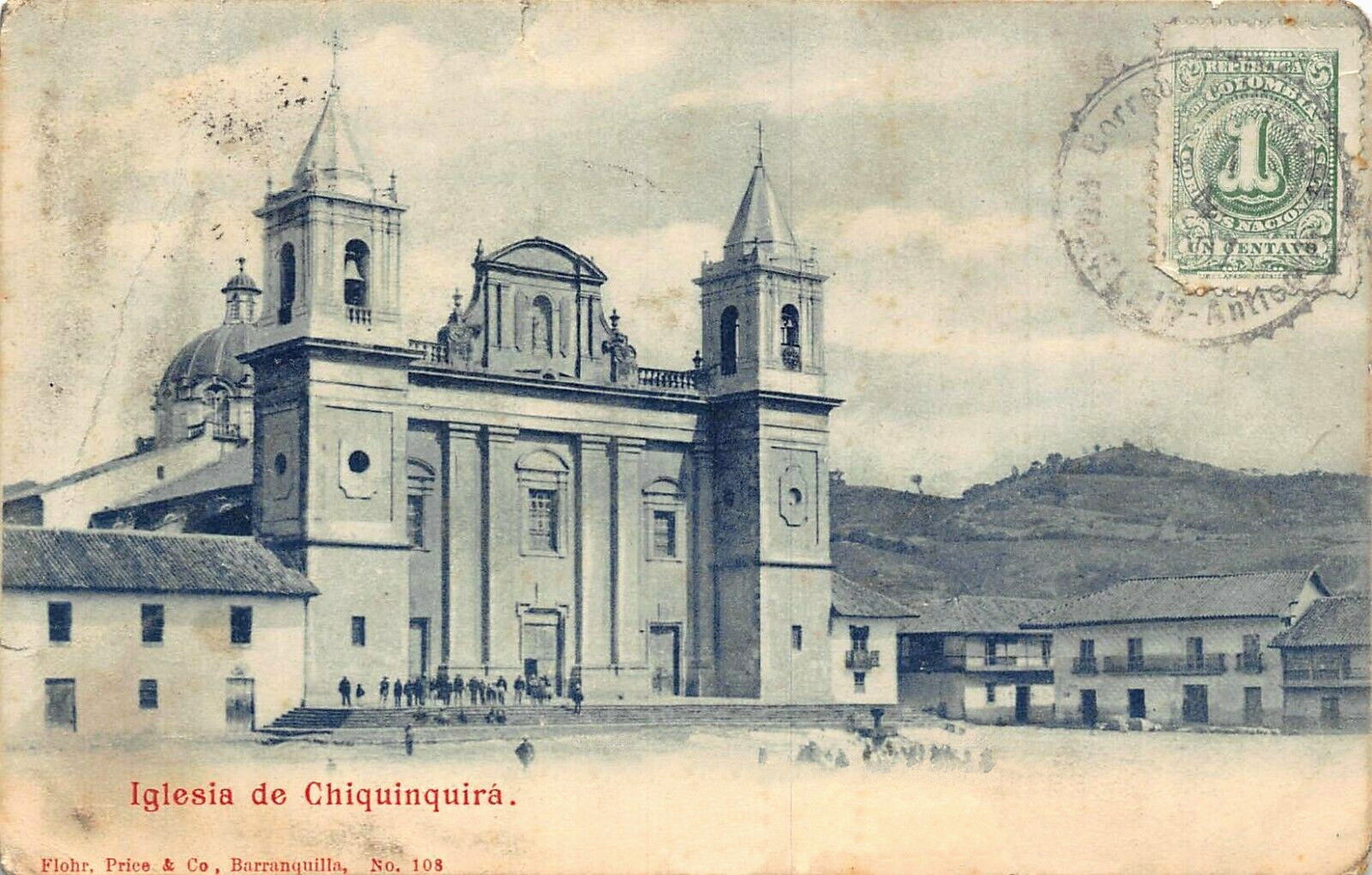
Tarjeta postal del templo en 1907.

De esta manera, el Virrey Ezpeleta encarga en 1790 la edificación de otro templo en una plaza nueva, para cuya misión es convocado el arquitecto capuchino español Fray Domingo de Petrés en 1795, el cual también fue arquitecto de la Catedral Basílica Metropolitana de la Inmaculada Concepción y San Pedro de Bogotá y Primada de Colombia  y la Catedral de la Santísima Trinidad y San Antonio de Padua de Zipaquirá, iniciando obras en 1796 y dirigiéndolas hasta su muerte en 1811. El templo fue consagrado en 1823 por el obispo de Mérida Lasso de la Vega, recibió el título de basílica menor desde el 18 de agosto de 1927 por el papa Pío XI y fue visitado por el papa Juan Pablo II el 3 de julio de 1986.
1967. El 29 de julio, a las 5:30 a. m. un temblor dejó semidestruida la Basílica, el templo de la renovación y parte de la ciudad. La parte alta del frontis y las torres de la basílica quedaron en ruinas, lo mismo que el entejado central, el embovedado quedó agrietado, la cabeza de la estatua en piedra de Santo Domingo que estaba en la parte alta del frontis se vino a tierra. La Imagen fue sacada del templo al día siguiente y llevada al patio del convento de los frailes dominicos donde siguió recibiendo el culto que le tributan los peregrinos.
1969. El 9 de julio, reconstruida la basílica, la imagen es llevada del patio del convento dominicano hacia el atrio donde se celebró la eucaristía. Allí se leyó el mensaje del Papa Pablo VI, se hizo la consagración oficial de Colombia a la Virgen María. El obispo de Tunja y fray Alberto Madero, colocaron la Media Luna repujada en oro, a los pies de María, y la Imagen vuelve a ser colocada en su trono.
1977. El 26 de abril, Pablo VI erigió la Diócesis de Chiquinquirá, desmembrándola de la Arquidiócesis de Tunja. El 14 de junio el obispo Alberto Giraldo Jaramillo, tomó posesión de la Diócesis, ante el Nuncio Apostólico Eduardo Martínez Somalo.

## Descripción
La basílica tiene un área de 2800 metros cuadrados distribuida en tres naves, con forma de cruz romana, cabecera semicircular y un amplio deambulatorio. Quince capillas internas que  rodean las naves, representando las casas del Rosario.
El frontispicio es de orden dórico y mide 27 metros de ancho. A sus extremos tiene dos torres de 37 metros de altura. En el centro tiene un paredón de cuatro pilastras sosteniendo un cornisón a 20 metros de altura.
Detrás del altar se encuentra el monumento con el cuadro original de la Virgen de Chiquinquirá, y detrás de éste, en el ábside detrás del deambulatorio se encuentra el altar al Dulce Nombre de Jesús.

## Galería
|                                             |
| Vista Principal del interior de la Basílica |

|                                                  |
| Vista de las Naves y las columnas de la Basílica |

|                                           |
| Vista interna de la Cúpula de la Basílica |